# Ixora mangoliensis
Ixora mangoliensis är en måreväxtart som beskrevs av Cornelis Eliza Bertus Bremekamp. Ixora mangoliensis ingår i släktet Ixora och familjen måreväxter. Inga underarter finns listade i Catalogue of Life.